# 孫鳳翔
孫鳳翔（1823年—1887年），字文起、號梧岡，山東省萊州府濰縣（今山東省濰坊市）人，清朝政治人物、同進士出身。

## 生平
同治元年，登進士三甲三十三名，改庶吉士。同治四年，授翰林院檢討。同治九年，任順天鄉試同考官。同治十三年，改江南道監察御史。光緒元年，任江西南昌府知府。次年，任江西廣信府知府。光緒六年，任廣東督糧道。光緒八年，兼署直隸總督。改任安徽按察使。光緒九年，任河南布政使。次年，署漕運總督、護理河南巡撫。